# Goat Fell
Le Goat Fell (écrit Goatfell  par Ordnance Survey ; en gaélique écossais : Gaoda Bheinn) est le point culminant de l'île d'Arran, à l'ouest de l'Écosse. Cette petite montagne s'élevant à 874 m d'altitude est maintenant la propriété du National Trust for Scotland, tout comme le château de Brodick à proximité.

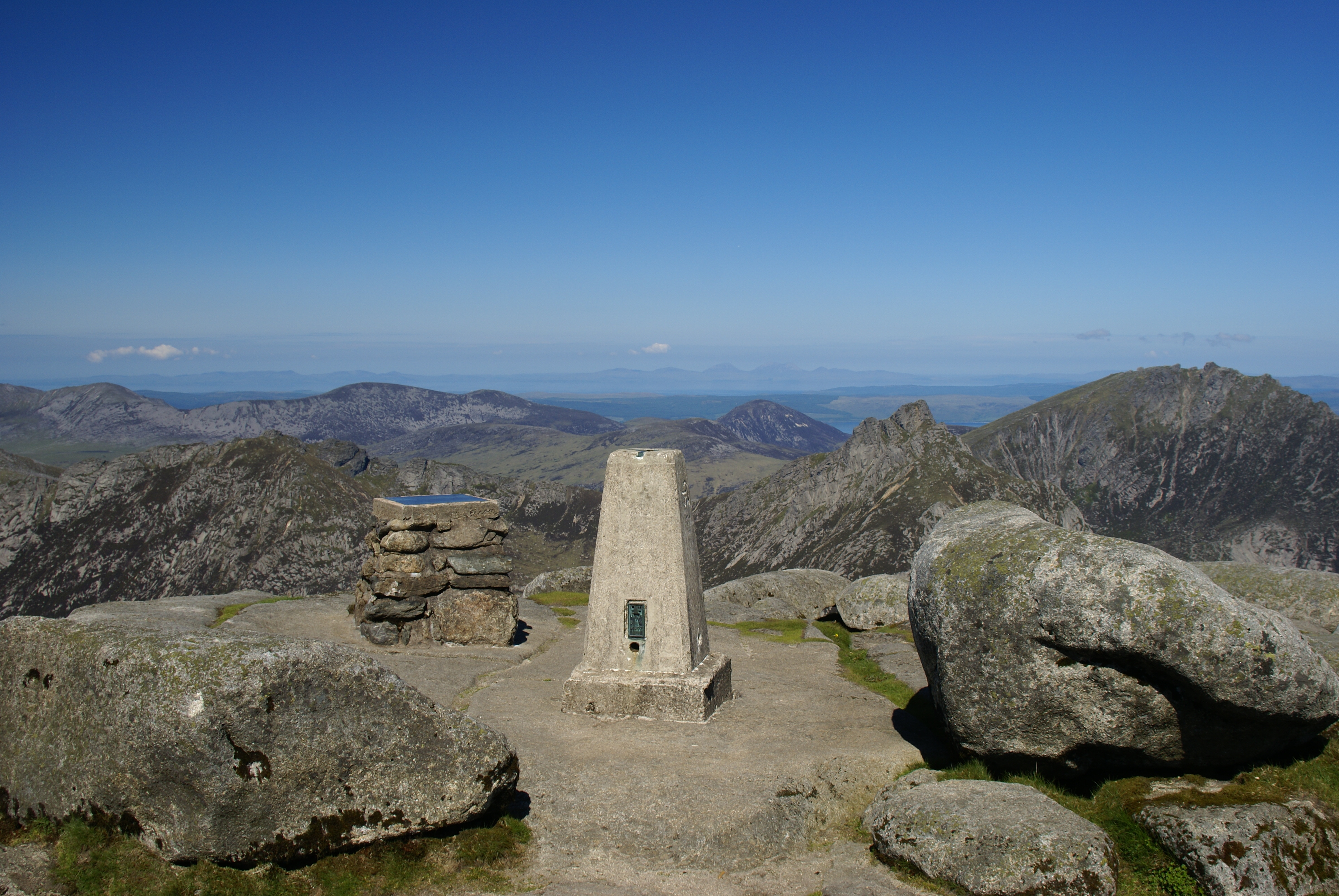
Borne indiquant le sommet du Goat Fell.

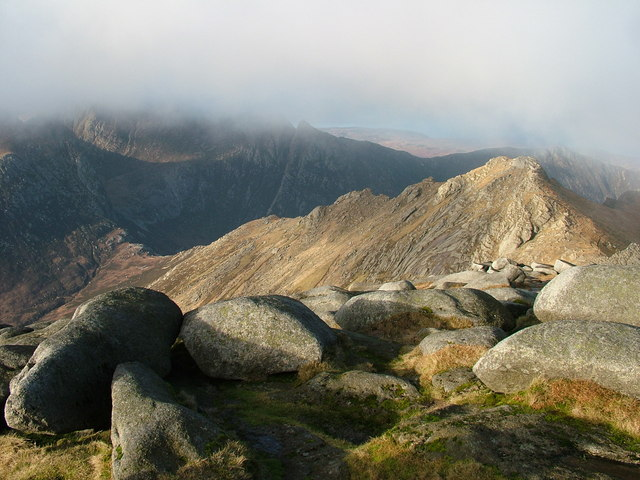
Panorama depuis le sommet en direction du nord.